# Pangako Sa 'Yo
Pangako Sa 'Yo é uma telenovela filipina exibida pela ABS-CBN em 2000, estrelado por Jericho Rosales e Kristine Hermosa.

## Elenco
- Kristine Hermosa como Yna Macaspac/Ynamorata de Jesus-Buenavista
- Jericho Rosales como Angelo Buenavista
- Eula Valdez como Amor de Jesus-Powers
- Jean Garcia como Claudia Zalameda-Buenavista (mais tarde Barcial)
- Tonton Gutierrez como Gov. Eduardo Buenavista
- Jestoni Alarcon como Diego Buenavista
- Amy Austria como Lourdes Magbanua Buenavista
- Jodi Sta. Maria como Lia Buenavista
- Dianne dela Fuente como Maria Amor/Clarissa
- Eva Darren como Belen Macaspac
- Hazel Ann Mendoza como Flerida Macaspac